# Achille Cattaneo

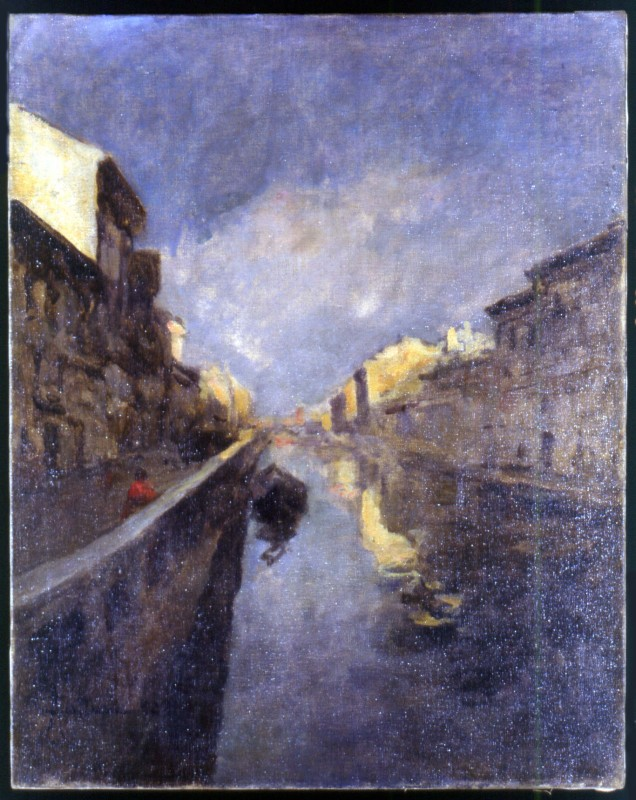
Le canal, (1925), Collection d'art de la fondation Cariplo.

Achille Cattaneo, né le 30 novembre 1872 à Limbiate et mort le 7 janvier 1931 à Milan, est un peintre italien.

## Biographie
Achille Cattaneo naît le 30 novembre 1872 à Limbiate.
Il appartient au groupe des Derniers Veristes et participe à la Biennale de Venise en 1926.
Il meurt le 7 janvier 1931 à Milan.